# Radio-Amator
Radio-Amator (według ówczesnych zasad ortografii: „Radjo Amator”) – pierwsze polskie samodzielne czasopismo o tematyce radiotechnicznej i krótkofalarskiej.
Czasopismo wydawane było w latach 1924–1927 przez braci Stanisława i Janusza Odyńców jako „dwutygodnik dla miłośników radjo-telegrafji i radjo-telefonji”. Z początkiem 1925 rozpoczęto wydawanie dodatku „Radjofon Polski” z programami audycji radiowych.